# グラハム粉

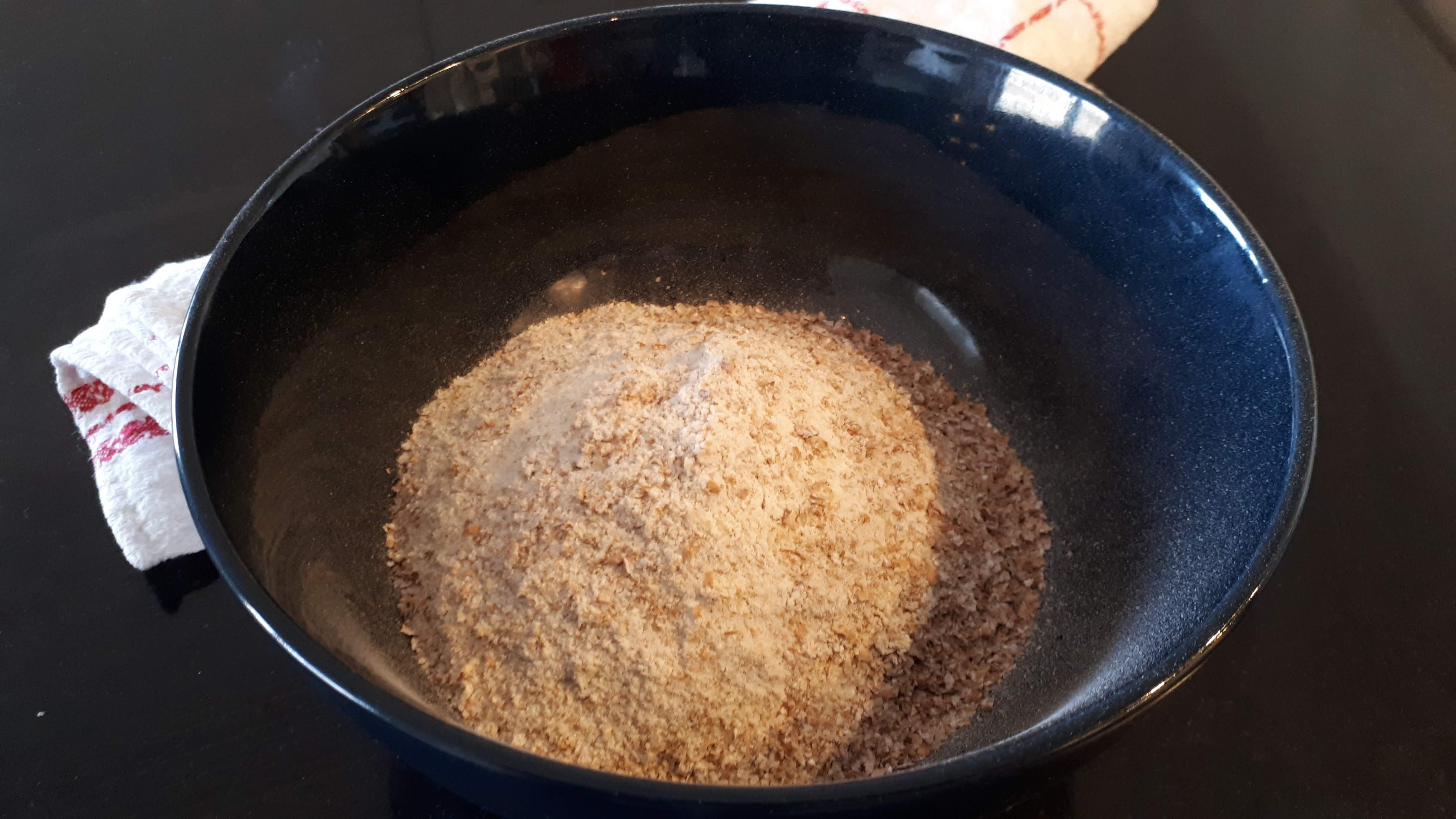
グラハム粉

グラハム粉（グラハムこ、英語: Graham flour）は、小麦粉の一種。全粒粉の別名として扱われることもあるが、技術的には全粒粉と区別して表皮部分と胚芽部分のみを粗挽きにして通常の精白粉に混合したものをいう。全粒粉とは全粒穀物から作られるという点で似ているが、グラハム粉の方がより粗く挽かれており、製粉中にふるいにかけられないことを特徴とするものと説明されることもある:9。 
グラハム粉も含めて全粒粉は、薄力粉や強力粉よりも栄養価が高く、なおかつ、糖質の量が薄力粉や強力粉よりも少なめで低カロリーである。
「グラハム」の名は菜食禁酒主義の牧師シルベスター・グラハム (Sylvester Graham) にちなむ。

## 歴史
グラハム粉の名前は早くから食生活改革を提唱したシルベスター・グラハム, 1794–1851)にちなむ。 グラハムは白パン用の小麦粉を作るときに胚芽やぬかなどの栄養素を捨てることを嫌い、小麦粉の製粉とパンを焼くのに穀物の全てを使うことが、産業革命によりもたらされた食事の変化で起きた仲間のアメリカ人の健康不良の救済策になる、と考えていた:7-8。
1900年代初頭の一時期、グラハム粉の「模倣品（代用品）」として、無漂白小麦粉とウィートミドリングを混ぜたものが販売されて広まっていた時期があったが、1906年には純正食品薬品法 (Pure Food and Drug Act) が立法され、アメリカ食品医薬品局（FDA）が立ちあがり、FDAは徐々に規格を制定し、この模倣品を市場から排除した:13。
1913年時点の報告では、グラハム粉から作られたパンのたんぱく質含有量は12.1%で、「全粒粉と"本質"的には同じ」と判断していた。